# Daniel Gisiger
Daniel Gisiger (Baccarat, 9 ottobre 1954) è un ex ciclista su strada e pistard svizzero.
Professionista dal 1977 al 1988, ha vinto due tappe del Giro d'Italia.

## Carriera
Buon corridore nelle prove a cronometro, è passato professionista nell'ottobre 1977 con la squadra francese Lejeune-BP. Vanta tra le sue 29 vittorie (6 in pista) due tappe del Giro d'Italia, il Grand Prix des Nations e per tre volte il Trofeo Baracchi (crono a coppie).

## Palmarès

### Strada
- 1977

4ª tappa Giro della Bassa Sassonia
6ª tappa Giro della Bassa Sassonia
- 1978

3ª tappa, 2ª semitappa Tour de Romandie (Lugnorre, cronometro)
Grand Prix d'Isbergues
Classifica generale Étoile des Espoirs
- 1981

Gran Premio del Canton Argovia
Trofeo Masferrer
Grand Prix des Nations
15ª tappa Giro d'Italia (Salsomaggiore > Pavia)
12ª tappa Tour de Suisse (Laax > Zurigo)
Prologo Volta Ciclista a Catalunya (Cronometro)
Trofeo Baracchi (cronocoppie, con Serge Demierre)
- 1982

Prologo Volta Ciclista a Catalunya (Cronometro)
Trofeo Baracchi (cronocoppie, con Roberto Visentini)
- 1983

Prologo Tour de Suisse (Seuzach, cronometro)
Grand Prix des Nations
Trofeo Baracchi (cronocoppie, con Silvano Contini)
- 1985

18ª tappa Giro d'Italia (Cecina > Modena)
Gran Premio di Mendrisio
- 1987

Giro del Lago Maggiore
- 1988

5ª tappa Grand Prix Tell

### Pista
- 1975

Campionati svizzeri, Corsa a punti
- 1976

Campionati svizzeri, Corsa a punti
- 1977

Campionati svizzeri, Corsa a punti
- 1982

Sei giorni di Noumea (con Diederik Foubert)
- 1983

Sei giorni di Zurigo (con Urs Freuler)
Sei giorni di Grenoble (con Patrick Clerc)
- 1984

Sei giorni di Zurigo (con Urs Freuler)
- 1986

Sei giorni di Zurigo (con Urs Freuler)
- 1988

Sei giorni di Zurigo (con Jörg Müller)

## Piazzamenti

### Grandi Giri
- Giro d'Italia

1981: 74º
1982: 61º
1983: 74º
1984: 84º
1985: 66º
1986: 102º
1988: 92º
- Tour de France

1975: 75º
1982: ritirato (17ª tappa)

### Classiche monumento
- Milano-Sanremo

1979: 80º
1982: 75º
- Parigi-Roubaix

1980: 30º

### Competizioni mondiali
- Campionati del mondo su strada

Nürburgring 1978 - In linea: ritirato
Valkenburg 1979 - In linea: ritirato
Sallanches 1980 - In linea: ritirato
Praga 1981 - In linea: 51º
Altenrhein 1983 - In linea: ritirato
Barcellona 1984 - In linea: ritirato
Giavera del Montello 1985 - In linea: ritirato
Colorado Springs 1986 - In linea: ritirato
- Campionati del mondo su pista

San Cristóbal 1977 - Inseguimento Dilettanti: 3º
Monaco di Baviera 1978 - Inseguimento: 6º
Amsterdam 1979 - Inseguimento: 8º